# 布莱恩·斯洛克姆 (法学教授)
Brian G. Slocum是一位美国作家和法学教授，在法学、法定解释、法律语言学和行政法方面拥有公认的专业知识。 明尼苏达大学的布赖恩·比克斯教授将他描述为“在法律解释和语言哲学交叉领域工作的最重要的学者之一”。 斯洛库姆教授的学术研究和批评了“普通意义学说”以及法庭如何使用它来解释语言。他赢得了无数奖项，他的出版物已被印刷成其他语言，包括中文。 

## 教育
Slocum 获得了太平洋联合学院的工商管理学士学位、哈佛法学院的法学博士学位以及哈佛大学的硕士和博士学位。加州大学戴维斯分校语言学博士。

## 职业
Brian G. Slocum 是佛罗里达州立大学法学院Stearns Weaver Miller 教授，教授语言和法律解释。此前，他曾担任太平洋大学麦乔治法学院的法学教授和学术副院长。他还曾担任加州大学戴维斯分校法学院、加州大学伯克利分校法学院和斯坦福大学法学院的客座教授。

### 目前的兴趣
斯洛克姆表示，他正在实验法学领域工作，对普通人如何理解规则语言进行实证研究。他的最新论文对声称规范价值与确定法定语言意义无关的法律观点提出了质疑。 

## 刊物

### 图书
斯洛克姆教授写了三本书：
- 普通意义：法律解释最基本原则的理论 （页面存档备份，存于）（芝加哥大学出版社，2015）

- 法律解释的本质：法学家可以从语言学和哲学中学到什么关于法律解释的知识 （页面存档备份，存于）（芝加哥大学出版社，2017 年）

- 斯卡利亚大法官：修辞与法治 （页面存档备份，存于）（芝加哥大学出版社，2019 年）

### 文章
他还在许多著名的法律期刊上发表过文章，包括：
- 哈佛法律评论
- 哥伦比亚法律评论
- 乔治敦法律杂志
- 耶鲁国际法杂志
- 宾夕法尼亚大学法律评论
- 纽约大学法律评论

他被引用最多的论文是：
1. 宽大和雪佛龙尊重的移民规则 （页面存档备份，存于）（乔治城移民法杂志 17, 515, 2002） [5]
2. 模棱两可的重要性 （页面存档备份，存于）（马里兰州法律评论 69, 791, 2009） [6]
3. 教规、全体权力主义和移民法 （页面存档备份，存于）（佛罗里达州立大学法律评论 34, 363, 2006） [7]
4. 性别的含义：动态词语、新颖的应用和原始的公共含义 （页面存档备份，存于）（密歇根法律评论，119，2020） [8]
5. 外部的法定解释 （页面存档备份，存于）（哥伦比亚法律评论 122, 213, 2022） [9]
6. 普通意义与语料库语言学 （页面存档备份，存于）（杨百翰大学法律评论 2017, 1417, 2017） [10]
7. RICO 和联邦刑事立法的立法至上方法 （页面存档备份，存于）（芝加哥洛约拉大学法律杂志 31, 639, 1999） [11]

## 相关内容
- 语料库语言学
- 法律和语料库语言学
- 法律理论
- 法定解释